# Gustaf Dalénmedaljen
Gustaf Dalénmedaljen är en utmärkelse som instiftades 1946 av Chalmerska ingenjörsföreningen till minne av Chalmeristen, uppfinnaren och nobelpristagaren Gustaf Dalén.
Medaljen delas ut av Chalmerska ingenjörsföreningen till "personer som har avlagt examina vid Chalmers och som har genomfört förtjänstfull verksamhet som bygger på Chalmers kompetensområden och som spänner från teknikens matematiska och naturvetenskapliga grunder via ingenjörstekniken till teknikens industriella och samhälleliga förverkligande."
Under tiden 1950-2000 utdelades medaljen vart femte år, ofta till flera personer samtidigt. Efter stadgeändring 2002 delas medaljen ut varje år, och endast undantagsvis till mer än en person.

## Mottagare av Gustaf Dalénmedaljen
Nedan listas mottagare av Gustaf Dalénmedaljen. Förkortningarna avser sektion och examensår. M = Maskin, K = Kemi, V = Väg och Vatten, E = Elektro, F = Fysik, A = Arkitektur, S = Skeppsbyggnad, D=Datateknik, MB = ?, B = ?.
- 1950: Sigfrid Edström MB91, Sven Hultin V12
- 1955: Erik Johansson, M16, Torsten Källe, K19, Ivar Tengbom, B98
- 1960: Gustav Bojner, M13, Elov Englesson, M04, Tore Nilsson, V29
- 1965: Svante Simonsson, M37, Erik Stemme, E46, Nils Svensson, S31
- 1970: Uno Ingård, E44, Folke Petri, E34, Richard Söderberg, S19
- 1975: Eric Östmar, M28; Bengt Gustafsson, V35
- 1979: Ivar Jonsson, A29, Sven Platzer, V35, Arne Rönbeck, M42
- 1986: Håkan Frisinger, M51, Erik Kollberg, E61, Gunnar Nicholson, K16
- 1990: Rune Andersson, V68, Lars Bergenhem, M55, Nils Bouveng, M56, Sven Olving, E52
- 1995: Knut Jacobsson, M54, Hans Wallstén, M50
- 2000: Bengt Halse, F67, Bert-Inge Hogsved, F67, Mats Leijon, E83, Anders Sjöberg, V61
- 2003: Ivar J Jacobson, E62
- 2004: Bjarne Holmqvist, M73
- 2005: Stephan Mangold, E77, Per-Olof Nilsson, F64
- 2006: Ingrid Skogsmo, F85
- 2007: Leif Johansson, M77, Lars G. Josefsson, F73, Nils-Herman Schöön, K53
- 2008: Per Fagerlund, S69
- 2009: Per Delsing, Dr F90
- 2010: Gert Wingårdh, A75
- 2011: Göran Grimvall, F63
- 2012: Leif Östling, M70
- 2013: Anna Nilsson-Ehle, F76
- 2014: Ann-Sofie Sandberg, K73/Tekn. Dr 82
- 2015: Christer Karlsson, M69/Tekn. Dr.75
- 2016: Bo Håkansson, E77/Tekn. Dr. 84
- 2017: Hans Stråberg, M81
- 2018: Gerteric Lindquist, M74
- 2019: Pernilla Wittung-Stafshede, K92/Tekn. Dr 96
- 2020: Staffan Truvé, F84/Tekn. Dr 92[3]
- 2021: Martin Lorentzon V97 och Ludvig Strigeus D06[4][5]
- 2022: Lena Olving, M81[6]
- 2023: Björn Rosengren, M86.[7]
- 2024: Peter Andrekson, E84/Tekn. Dr. 88